# Benedetto Castelli
Benedetto Castelli (n. 1578 la Brescia - d. 9 aprilie 1643 la Roma) a fost un matematician italian.

## Biografie
S-a născut ca Antonio Castelli și a obținut numele Benedetto în 1595 la intrarea în Ordinul benedictin.
A fost discipol al lui Galileo Galilei.
Matematica a fost una din preocupările sale predilecte.
A fost profesor de matematică la Universitatea din Pisa, apoi la Colegiul della Sapienza din Roma, unde a funcționat până la sfârșitul vieții.
A devenit stareț la o mănăstire benedictină, aparținând congregației Monte Cassino.

## Acovat al unor savanți
În fața persecuției Inchiziției, i-a apărat pe Galileo Galilei, Torricelli, Cavalieri.

## Activitate științifică

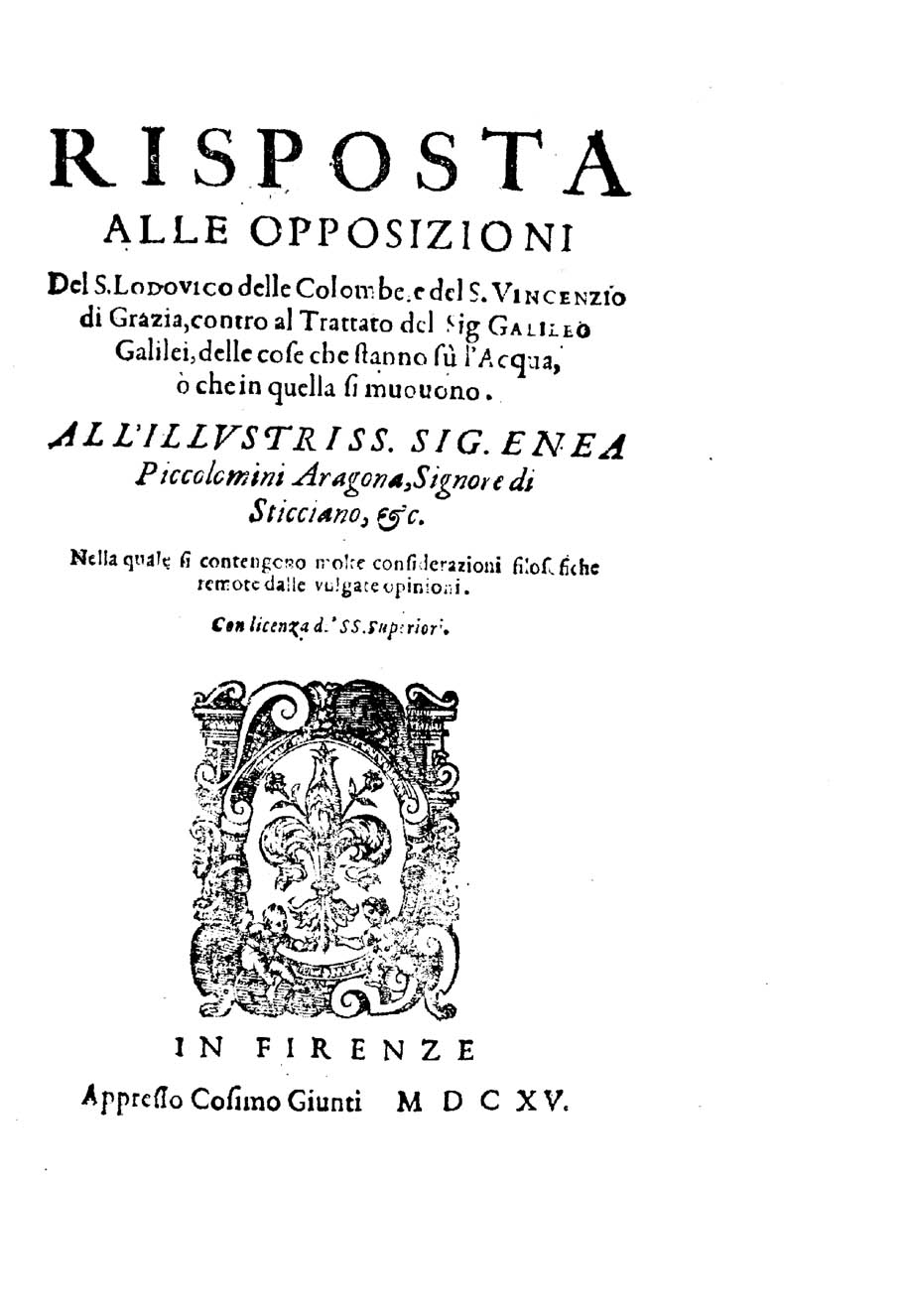
Risposta alle opposizioni

A întreprins o serie de experimente, printre care măsurarea timpului cu pendulul.
În lucrările sale se găsesc multe considerații din domeniul mecanicii și hidraulicii, printre care și experimentele efectate pe lacul Trasimene și Bacca.

## Scrieri
Cea mai importantă operă a sa a fost: De la mesure des eaux courants, apărută în 1628 și reimprimată de mai multe ori.